# Roland Gäbler
Roland Gäbler est un skipper allemand né le 9 octobre 1964 à Brême.

## Carrière
Roland Gäbler obtient une médaille de bronze olympique de voile en classe Tornado (catamaran) aux Jeux olympiques d'été de 2000 de Sydney.